# Institutul de Cercetare-Dezvoltare pentru Protecția Plantelor București
Institutul de Cercetare-Dezvoltare pentru Protecția Plantelor București este o unitate de cercetare fundamentală și aplicată în domeniul protecției plantelor subordonată Academiei de Științe Agricole și Silvice „Gheorghe Ionescu-Șișești” din România.

## Istoric
Institutul de Cercetare-Dezvoltare pentru Protecția Plantelor a fost înființat în 2002 și este continuatorul altor instituții de cercetare în domeniu. Primele cercetări în domeniul protecției plantelor în România au fost realizate la Stațiunea de Fitopatologie, înființată în 1928, și la Stațiunea Entomologică, înființată în 1929, ambele subordonate Institutului de Cercetări Agronomice al României. În 1962 acestea au fost restructurate, devenind Secția de Protecția Plantelor a Institutului Central de Cercetări Agronomice și ulterior, în 1967, Institutul de Cercetări pentru Protecția Plantelor din subordinea Academiei de Științe Agricole și Silvice.

## Structură
Activitatea de cercetare se desfășoară în următoarelor secții și laboratoare: 
- Laboratorul de Organisme Utile;
- Laboratorul de Organisme Dăunătoare;
- Laboratorul de Ecotoxicologie, Toxicologie și Biotehnologie;
- Laboratorul de Testare Biologică a Produselor pentru Protecția Plantelor;
- Centrala Ornitologică Română.

axându-se pe următoarele direcții :
Principalele direcții de cercetare-dezvoltare sunt: 
- studiul bioecologiei agenților dăunători (insecte dăunătoare, buruieni);
- dezvoltarea tehnicilor de diagnosticare rapidă a agenților dăunători;
- modelarea populațiilor agenților dăunători;
- elaborarea mijloacelor biologice de combatere;
- selectarea metodelor agrotehnice și a mijloacelor chimice cu impact minim asupra mediului;
- identificarea surselor de poluare a mediului generate din activitatea de protecție a plantelor.